# Chiesa di San Maurizio (Brusson)
La chiesa di San Maurizio è un luogo di culto cattolico sito a Brusson, parrocchia della città.

## Storia

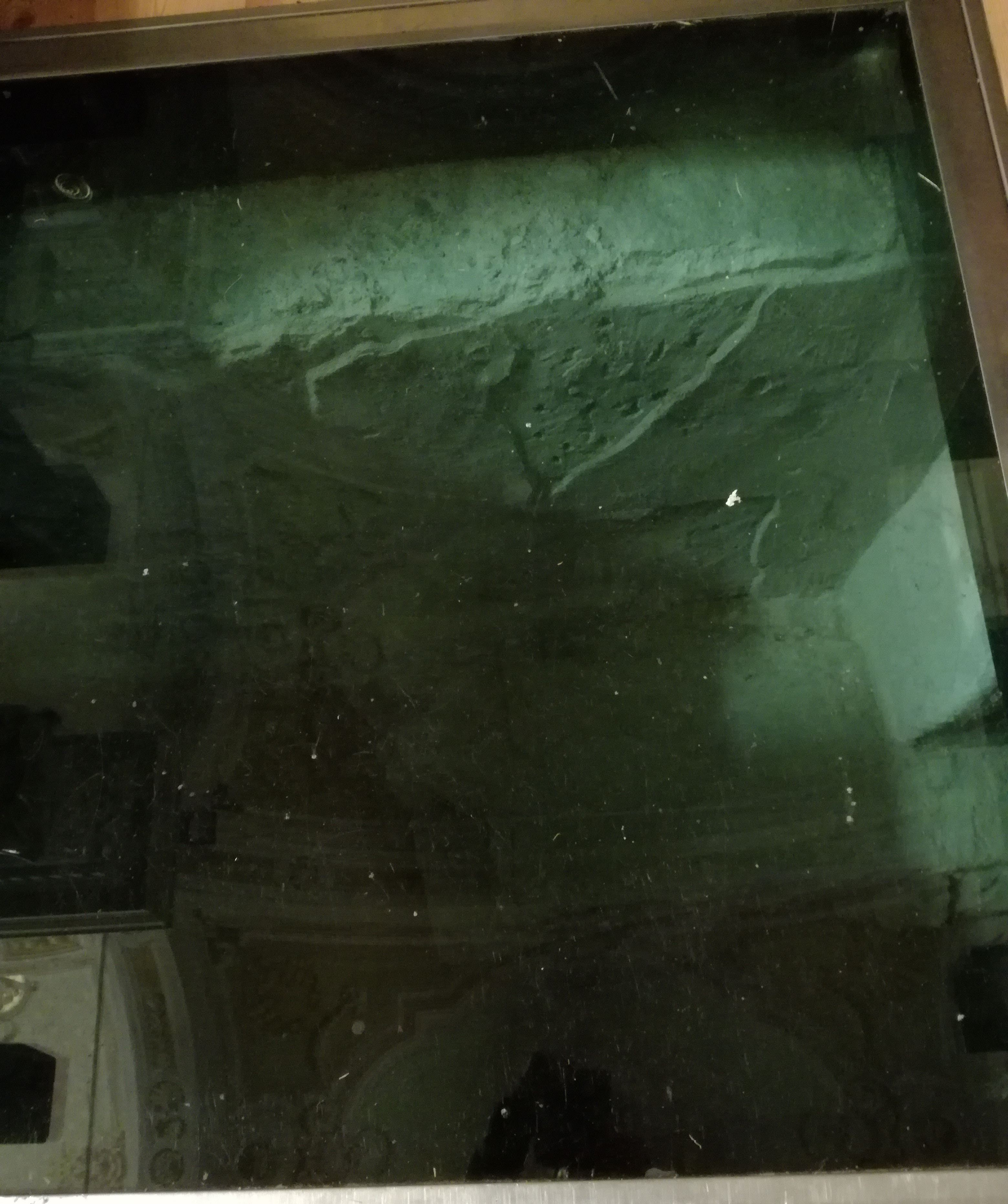
La cripta

La chiesa è stata costruita tra il 1870 e il 1873 su un precedente edificio quattrocentesco, di cui rimane solo la torre campanaria realizzata da Yolli de Muetto e ha un'altezza di trentatré metri. L'edificio fu edificato su progetto di Giuseppe Lancia. La cuspide del campanile fu distrutta da un fulmine e dovette essere ricostruita nel 1883. 

## Descrizione
È presente una cripta, visibile tramite un vetro ma non accessibile, dove è possibile vedere i resti di un'antica chiesa sottostante.
La facciata si divide in tre sezioni, e presenta nella parte centrale un ampio porticato leggermente avanzato con una grande arcata ogivale portante la trabeazione e il grande timpano triangolare. Nella parte sopra il portale vi è il grande affresco raffigurante il santo negli abiti di generale egiziano. La sezione termina con lesene. Le due parti laterali sono delimitate da lesene a colonna e due nicchie che conservano statue di santi.
L'aula si presenta a navata unica con decori realizzati dai fratelli Artari provenienti da Verrès. La navata è completa di quattro altari lignei intagliati settecenteschi provenienti dall'antica chiesa, e un reliquiario ligneo intagliato del XV secolo. La statua della Pietà in legno dipinto risale al Cinquecento, mentre il pulpito sarebbe databile intorno ai primi anni del XIX secolo. L'altare maggiore conserva la pala d'altare dedicata a san Maurizio eseguita da Carlo Morgari nel 1931.
Tra gli altari vi è quello dedicato alla Madonna del Rosario in legno scolpito dorato eseguito nel 1721 dallo scultore Giuseppe Gilardi; questo venne restaurato nel 2010 in quanto risultava gravemente ammalarato a causa dei continui spostamenti eseguiti durante la ricostruzione della chiesa e nei lavori di manutenzione interna con il rifacimento della pavimentazione. L'altare ligneo è diviso in tre sezioni da colonnine ritorte dorate. La sezione centrale conserva in una nicchia la statua della Madonna del Rosario con il Bambino, mentre le due sezioni laterali hanno due nicchie di misura inferiore ma vuote. La parte inferiore termina con un timpano ricurvo spezzato, e un'ulteriore livello con il gruppo scultoreo dell'Incoronazione della Vergine dalla Santissima Trinità. Il gruppo raffigura Cristo e Dio padre lateralmente, la Madonna orante centrale, e sopra di loro l'immagine della colomba, simbolo iconografico dello Spirito Santo. L'altare termina con una grande corona centrale.
La chiesa è completata dalla cantoria in legno ottocentesca realizzata da Reirosa d'Ivrea, mentre l'organo è stato realizzato nel 1896 dai Vegezzi-Bossi.

## Galleria d'immagini

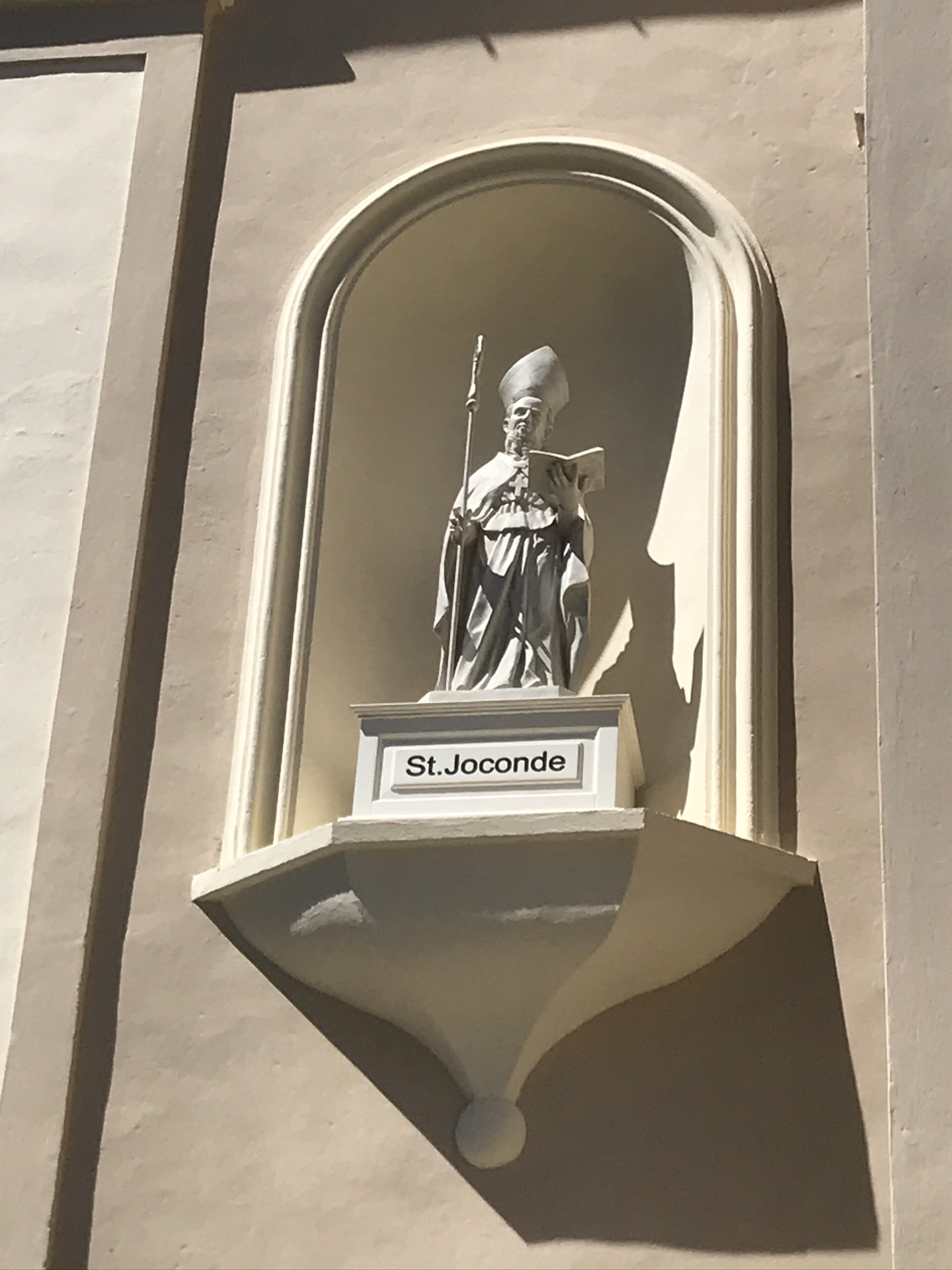
Statua di San Giocondo, sulla facciata.
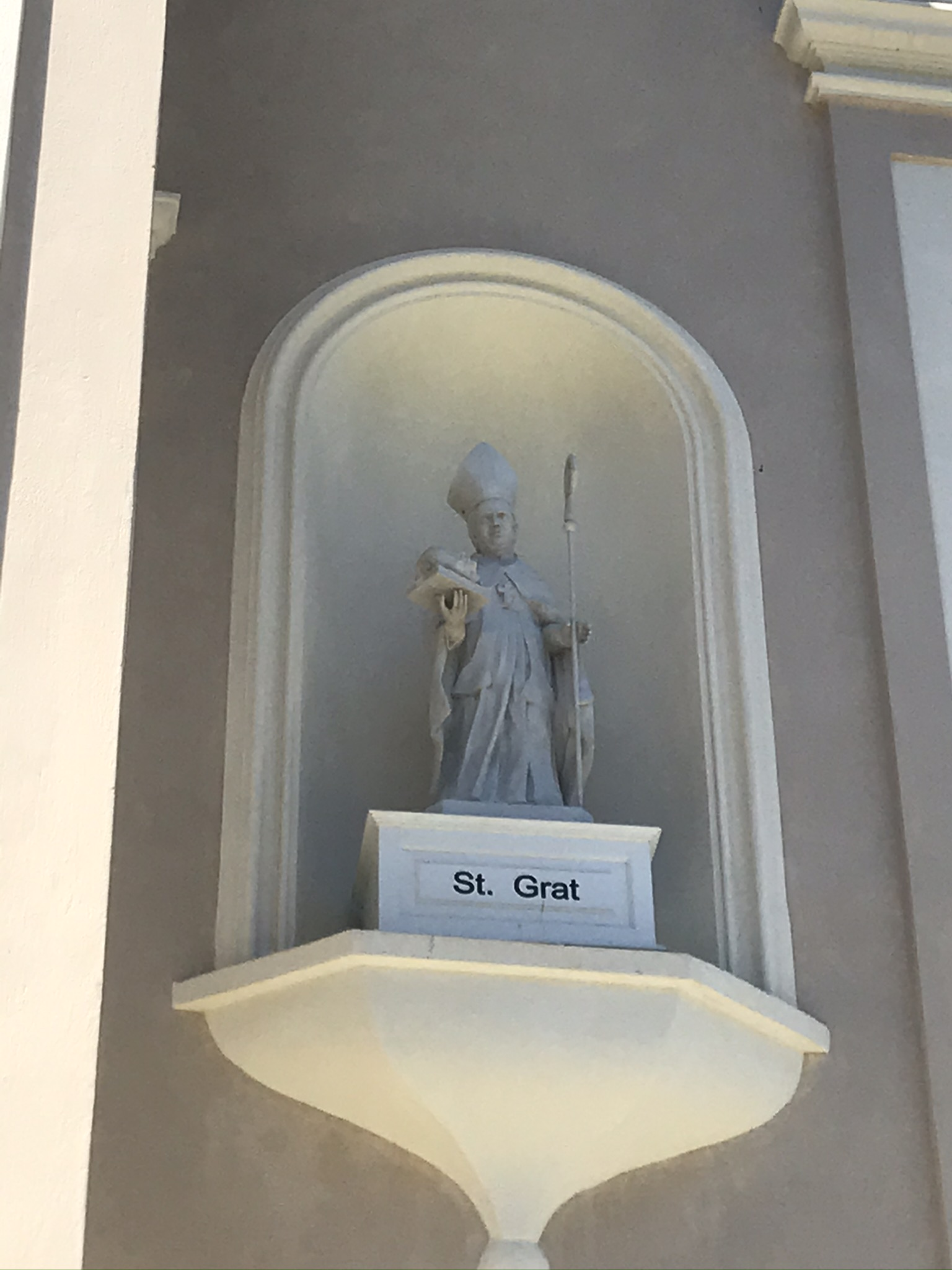
Statua di San Grato, sulla facciata.
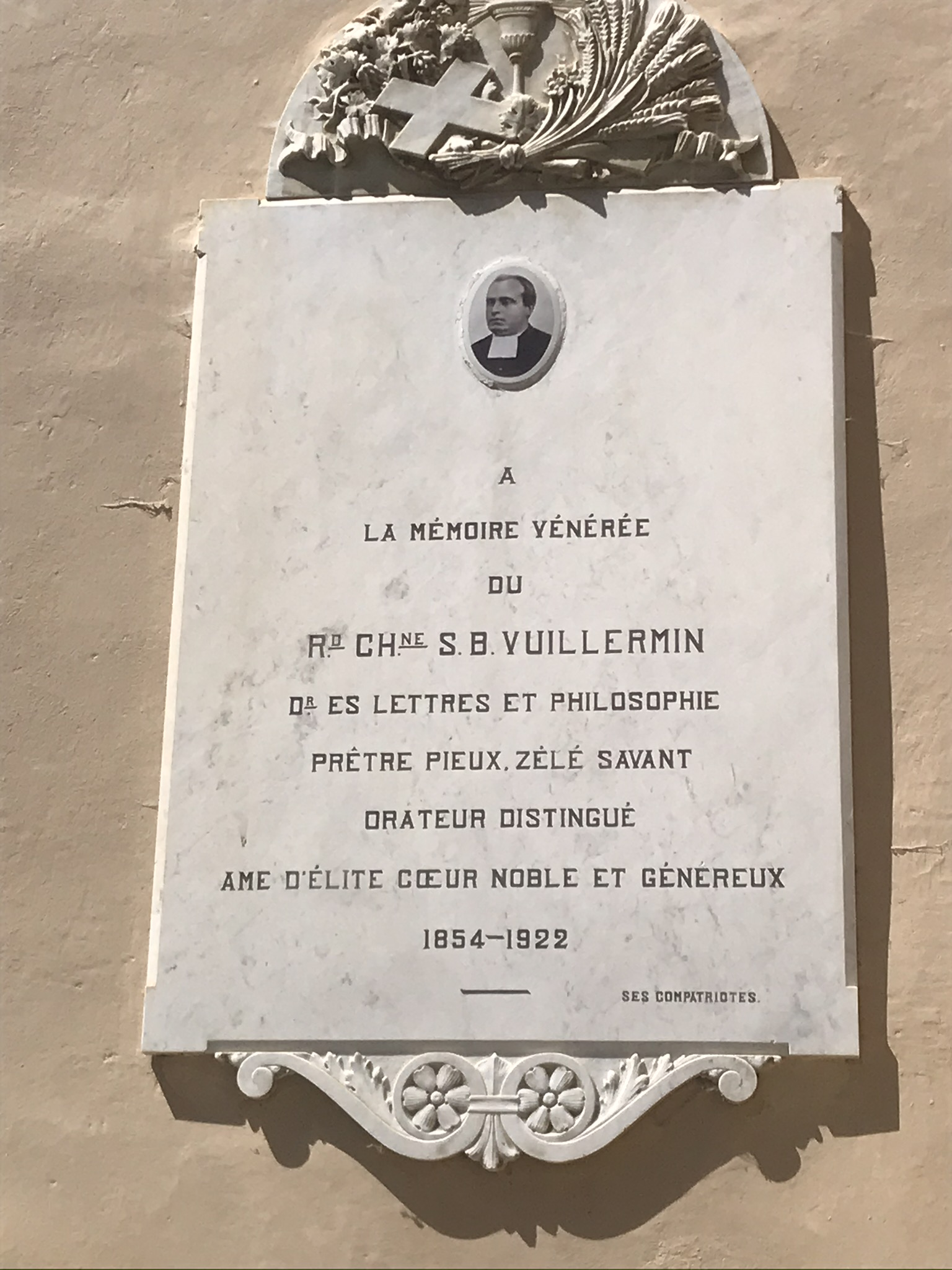
Targa in ricordo del canonico Séraphin-Bruno Vuillermin, sulla facciata.
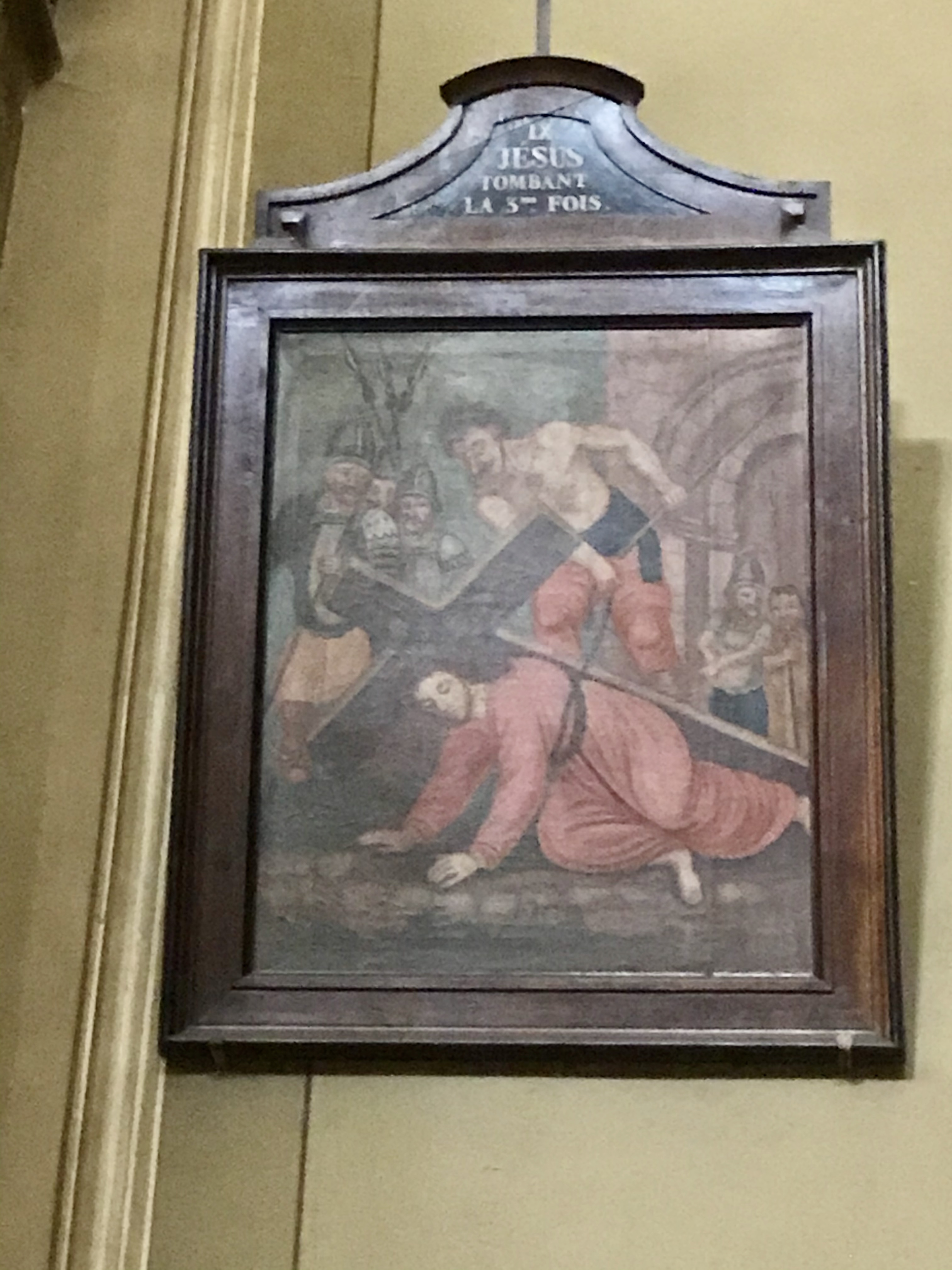
Stazione della Via crucis.
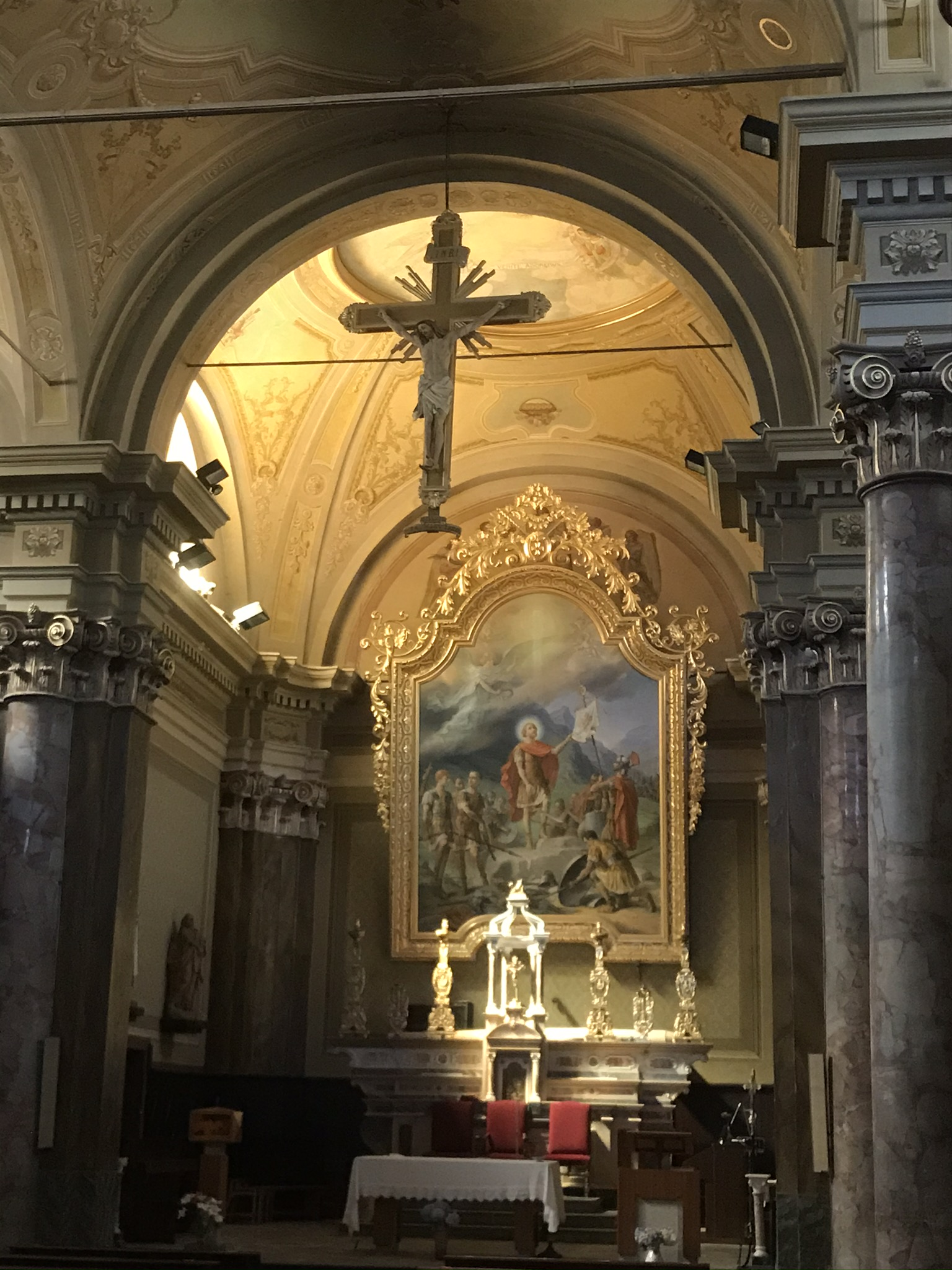
L'abside.
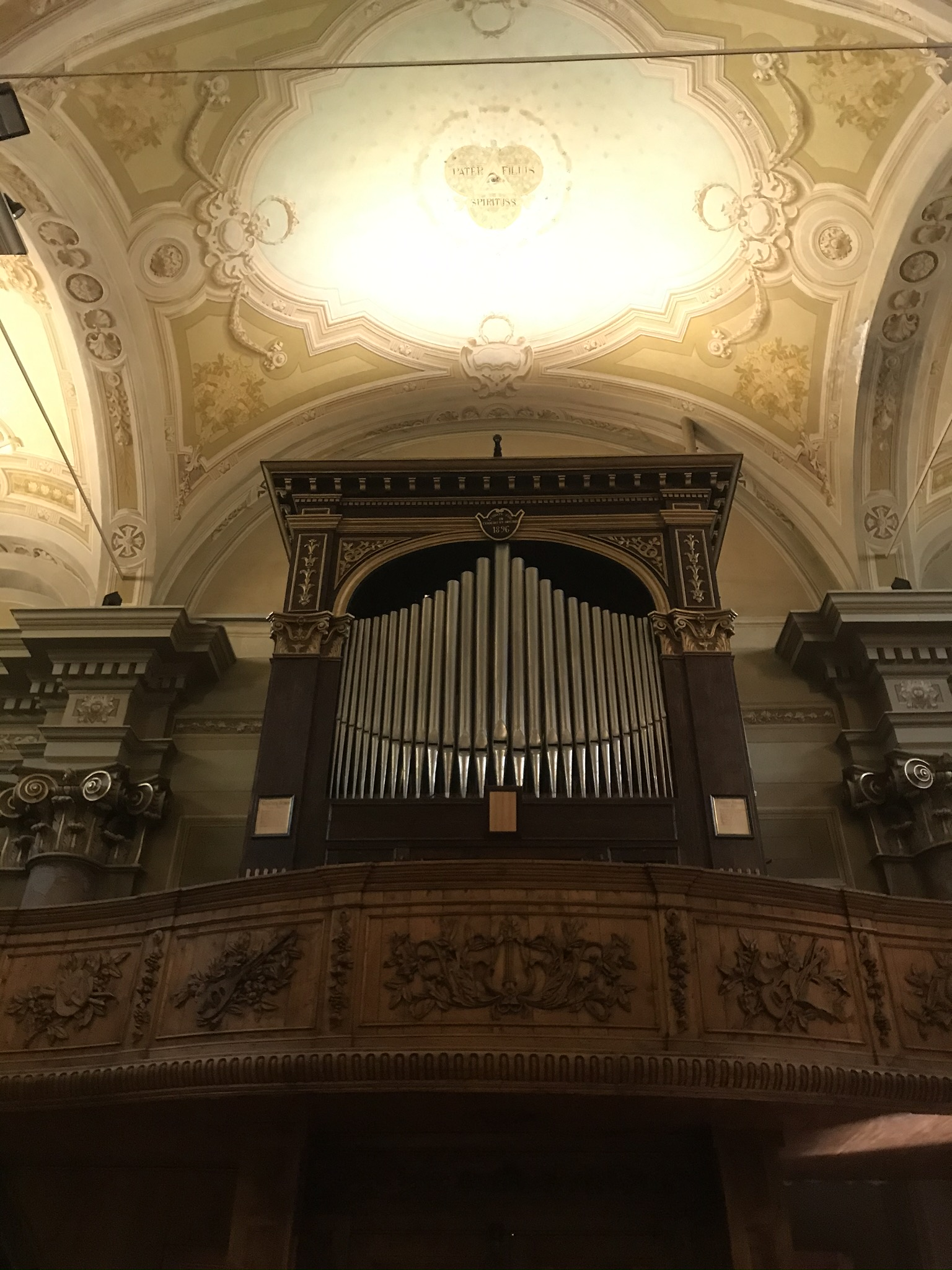
L'organo.